# Hellboy 2: El Ejército Dorado
Hellboy 2: el ejército dorado (título original en inglés: Hellboy II: The Golden Army) es una película estadounidense de acción, fantasía y ciencia ficción de 2008 del director mexicano Guillermo del Toro. Protagonizada por Ron Perlman, Selma Blair y Doug Jones, es la secuela de la película de 2004 Hellboy, también dirigida por Del Toro. La cinta se estrenó el 11 de julio de 2008 en Estados Unidos y Canadá, a través de Universal Pictures.

## Argumento
En 1955, en plena víspera de Navidad, un joven Hellboy escucha por primera vez de labios de su padre, el Dr. Trevor Bruttenholm, la leyenda del "Ejército Dorado", la cual narra una antigua guerra entre humanos y criaturas mágicas que fue provocada por la avaricia del hombre. Tras años de derrotas en el bando de las criaturas mágicas, el líder de los duendes herreros le ofrece al rey Balor construir un ejército de autómatas dorados indestructibles para que le sirva de refuerzo en las batallas. Impulsado por la desesperación de detener la guerra y por las peticiones de su hijo, el príncipe Nuada, Balor ordena la construcción del ejército de autómatas que al usarse una corona mágica, sólo pueden ser dirigidos por una persona de sangre real. En cuanto los humanos son masacrados cruelmente por el "Ejército Dorado", Balor se arrepiente de su decisión y pacta una tregua con los humanos, la cual establecía que los seres mágicos vivirían en los bosques mientras que los humanos pasarían a controlar las ciudades hasta el fin de los tiempos. El único en desacuerdo con el pacto es el príncipe Nuada, quien decide exiliarse jurando regresar el día que su pueblo más lo necesite. 
En el presente, Nuada le declara la guerra a los humanos, comenzando a reconstruir la corona para despertar al "Ejército Dorado" y evitar que los seres humanos sigan destruyendo el hogar de sus congéneres. La primera pieza la roba en una subasta en la ciudad de Nueva York, masacrando a todos los invitados con hadas de los dientes. La segunda la obtiene al matar a su propio padre, en su intento por persuadir al resto de los hijos de la Tierra de que se le unan en su camino por tomar el planeta. Sin embargo, no puede conseguir la última pieza, que es custodiada por su hermana gemela, la grácil princesa Nuala, ya que ella no está de acuerdo con sus planes y huye para detenerlo. 
Mientras tanto, los agentes de la Agencia de Investigación y Defensa Paranormal (A.I.D.P.) Hellboy, Abraham "Abe" Sapiens y Liz Sherman, encargados de revisar el caso de Nuada, se meten en problemas después de que Hellboy acabe revelando la existencia de la A.I.D.P. ante la presencia de varios reporteros de la ciudad. Como medida de precaución, además de su molestia por las acciones de Hellboy, los superiores de Tom Manning traen al médium ectoplásmico alemán Johann Krauss para tener bajo control a Hellboy y así poder dirigir la investigación sobre los movimientos del príncipe Nuada. Bajo el mandato de Krauss, y con ayuda de sus misteriosos poderes para controlar objetos inanimados y entes muertos, el equipo consigue rastrear a las hadas que dejó el príncipe hasta el mercado Troll, un enorme establecimiento comercial de criaturas mágicas oculto debajo del puente de Brooklyn.
Al llegar al mercado, el grupo se separa; en su búsqueda, Krauss y Hellboy averiguan sobre la futura guerra que se avecina contra los humanos, mientras que Abe encuentra a la princesa Nuala, la cual es tomada bajo protección de la A.I.D.P., mientras Hellboy se hace enemigo rápidamente del príncipe Nuada por matar a su compañero, la criatura Wink. Durante la batalla contra la última criatura, Nuada cuestiona a Hellboy, asegurándole que a pesar de todo lo que arriesga por proteger a la humanidad, esta siempre lo verá como un monstruo. 
De vuelta en el cuartel general, Krauss le reprocha duramente a Hellboy su actitud rebelde, y menciona al difunto Dr. Bruttenholm (quien construyó el traje robótico de Krauss después de que éste quedase convertido en espectro), lo que enfurece a Hellboy, que se enzarza en una pelea con él, rompiendo el traje de Krauss, aunque éste usa sus poderes para golpear a Hellboy con las taquillas del vestuario de la A.I.D.P. 
Nuada encuentra a su hermana en las instalaciones secretas de la A.I.D.P., usando su vínculo mágico, que los hace compartir las heridas y leerse los pensamientos mutuamente. No obstante, Nuala, que se había adelantado previniendo la llegada de su gemelo, destruye el mapa y oculta la pieza de la corona en uno de los libros de Abe, aunque el verdadero mapa no está en el pergamino quemado; mientras tanto Hellboy está deprimido debido a que su relación con Liz está muy tensa y por las palabras de Nuada. Acto seguido se emborracha con Abe luego de enterarse de que su amigo se ha enamorado profundamente de Nuala, mientras ambos entonan la canción "Can't Smile Without You", de Barry Manilow.
A medida que se embriagan más, Abe se muestra cerca de confesarle a Hellboy que Liz está embarazada, pero son interrumpidos por Liz, profundamente enojada, y por una alarma de emergencia activada por la princesa Nuala. Hellboy decide enfrentarse a Nuada para detenerlo, pero no puede por su falta de reflejos debido a su estado alcohólico, y como consecuencia termina con la punta de la lanza del príncipe enterrada cerca de su corazón. Antes de desaparecer con su hermana como rehén, Nuada le exige a la A.I.D.P. encontrar la pieza faltante de la corona y entregársela en el escondite del "Ejército Dorado". 
Incapaces de remover la punta de la lanza, Abe, Liz y Krauss viajan hasta el escondite del "Ejército Dorado" para obligar al príncipe Nuada a salvar a Hellboy. Sin embargo, lo que nadie sabe es que Abe tiene pensado intercambiar la pieza faltante, la cual encontró en secreto y de forma discreta, para salvar a la princesa. Al llegar al lugar del ejército, el equipo es recibido por el duende Bethmoora, quien los guía a la guarida del Ángel de la Muerte con tal de extraerle a Hellboy la punta de la lanza como "pago" por llevarlos ante el escondite del príncipe Nuada. El misterioso Ángel revela que estaba esperando la llegada de ambos. Accede salvarle la vida por petición de Liz, exclamando que hará falta darle una razón para vivir, no sin antes advertirle que a pesar de todo el bien que ha hecho Hellboy, está destinado a destruir a la humanidad. Liz consigue que Hellboy acabe de recuperarse al revelarle que va a ser padre. 
El duende guía al equipo al escondite del "Ejército Dorado", donde Abe le entrega a Nuada la pieza faltante de la corona para rescatar a la princesa Nuala. El príncipe despierta al ejército y los envía en contra de Hellboy y su equipo, quienes a pesar de oponer una gran resistencia son reducidos por el sobrenatural ejército. Sabiendo que sólo hay una salida, Hellboy desafía a Nuada a un duelo por el liderato del ejército, dado que él es hijo del "caído" (el príncipe del Sheol) y por tanto tiene derecho a reclamar tal poder. En el desafío, Hellboy derrota a Nuada, pero el ambicioso príncipe trata de apuñalarlo por la espalda, siendo detenido por su hermana que se clava una daga en el corazón acabando con la vida de ambos, para tristeza de Abe, quien alcanza a confesarle sus sentimientos a la princesa antes de su inminente muerte. Poco después, Liz usa sus poderes piroquinéticos para fundir la corona, desactivando el "Ejército Dorado" para siempre. Al terminar la misión, Hellboy, Liz, Abe y Krauss renuncian a la A.I.D.P. (aunque Hellboy se queda con su arma preferida). Mientras se alejan, Hellboy le comenta a Liz sus planes para comprar una casa en el campo para ella y el bebé, hasta que Liz lo corrige exclamando "bebés" y levanta dos dedos en señal de que tendrá gemelos.

## Elenco y doblaje
| Personaje             | Actor          | Doblaje (España)[2] | Doblaje (Latinoamérica)[2] |
| --------------------- | -------------- | ------------------- | -------------------------- |
| Hellboy               | Ron Perlman    | Jordi Boixaderas    | Jesús Ochoa                |
| Liz Sherman           | Selma Blair    | Ana Pallejá         | Karla Falcón               |
| Trevor Bruttenholm    | John Hurt      | Emilio Freixas      | Arturo Mercado             |
| Abraham "Abe" Sapiens | Doug Jones     | José Mota           | Salvador Delgado           |
| Johann Krauss         | Seth McFarlane | Santiago Segura     | Eugenio Derbez             |
| Princesa Nuala        | Anna Walton    | Rosalba Sotelo      | Rosalba Sotelo             |

## Secuela
Del Toro expresó su interés en una secuela, exclamando: "Creo que todos podríamos regresar para una tercera entrega de Hellboy, si es que pueden esperar que me salga de la Tierra Media, pero no lo sabemos. Ron tal vez quiera hacerla pronto, pero sé que vamos a hacer la tercera". El 30 de mayo de 2010, Guillermo del Toro dejó la dirección de las películas de El Hobbit. El 25 de junio de 2010, del Toro especuló que Hellboy III podría pasar después de su próximo proyecto, e informó que el guion aun no había sido escrito. Sin embargo, en 2011 del Toro declaró: "No hay ningún plan sobre una tercera parte de Hellboy", y Mike Mignola dijo que la apretada agenda del director podría privarlo de hacer la tercera película.